# Szutajb
Szutajb (arab. شطيب) – wieś w Syrii, w muhafazie Idlib. W 2004 roku liczyła 79 mieszkańców.